# Елементал (филм)
Елементал (енгл. Elemental) америчка је рачунарско-анимирана филмска комедија из 2023. године. Режију потписује Питер Сон, по сценарију Џона Хоберга, Кет Ликел и Бренде Швеј. Гласове главним ликовима позајмљују Лија Луис и Мамуду Ати.
Премијерно је приказан 27. маја 2023. године на Канском филмском фестивалу, док је 16. јуна пуштен у биоскопе у САД, односно 15. јуна у Србији. Добио је углавном позитивне оцене критичара, који су похвалили анимацију и идеју, као и дубину приче у оквиру тема као што су расизам и породични односи и очекивања.

## Радња
Смештен је у Елемент Ситију, где становници у облику ватре, воде, земље и ваздуха живе заједно. Прича прати Жишку, жилавог, оштроумног и ватреног женског лика, чије пријатељство са забавним, али опуштеним попут воде типом, који се зове Извор, доводи у питање њена уверења о свету у коме живе.

## Гласовне улоге
| Улога                  | Енглески глас        | Српски глас          |
| ---------------------- | -------------------- | -------------------- |
| Жишка                  | Лија Луис            | Анђела Алавиревић    |
| Извор                  | Мамуду Ати           | Вукашин Јовановић    |
| Жарко                  | Рони Дела Кармен     | Драган Вујић         |
| Луча                   | Шила Оми             | Александра Николић   |
| Бура                   | Венди Маклендон Кови | Слобода Мићаловић    |
| Врутка                 | Кетерин О'Хара       | Весна Станковић      |
| Грумен                 | Мејсон Вертхајмер    | Марко Јакшић         |
| Харолд                 | Ронобир Лахири       | Марко Кон            |
| Пламенка               | Вилма Боне           | Сања Матејић         |
| Граб                   | Џо Пера              | Душко Радовић        |
| Алан                   | Мат Јанг Кинг        | Жељко Васић          |
| Лац                    | Мат Јанг Кинг        | Жељко Васић          |
| Мала девојчица Жишка   | Клара Лин Динг       | Миња Чолић           |
| Млада тинејџерка Жишка | Реган То             | Миња Чолић           |
| Жена са шеширом        | Алекс Кап            | Леонтина Вукомановић |
| Купац прскалица        | Џеф ЛаПенси          | Стрибор Чолић        |
| Земљани презивали      | Мат Јанг Кинг        | Страхиња Мићовић     |